# Mangur, Bilgi
Mangur là một làng thuộc tehsil Bilgi, huyện Bagalkot, bang Karnataka, Ấn Độ.